# Чужой случай
«Чужой случай» (латыш. Svešs gadījums) — художественный фильм режиссёра Дзидры Ритенберги, снятый на Рижской киностудии в 1985 году.

## Сюжет
Школьница Стася во время зимних каникул приезжает в Ригу, чтобы найти своего отца, который оставил их с мамой два года назад. По стечению обстоятельств, накануне Нового года она попадает в дом к адвокату Эрику. Молодой человек решает помочь девочке, он находит её отца и понимает, что это совсем не такой замечательный человек, как представлялось Стасе. Эрика мучает сложный вопрос: вправе ли он разрушить детскую мечту о мужественном и добром папе.

## В ролях
- Наташа Теплякова — Стася
- Ремигиюс Сабулис — Эрик
- Гедиминас Гирдвайнис — Броканс, отец Стаси
- Лигита Скуиня — Неля
- Рихард Рудакс — Карлис
- Гунта Виркава — Нора
- Артур Димитерс — Семён Львович
- Регина Разума — Женя
- Гунта Грива — Вия
- Индра Бурковска — жена Броканса
- Вилма Мелбарде — эпизод
- Вера Селга — эпизод
- Андрейс Жагарс — эпизод

## Съёмочная группа
- Авторы сценария: Ирина Черевичник, Владлен Дозорцев, Валерий Стародубцев
- Режиссёр-постановщик: Дзидра Ритенберга
- Оператор-постановщик: Давис Симанис
- Художник-постановщик: Дайлис Рожлапа, Роланда Валескалне
- Звукооператор: Глеб Коротеев
- Режиссёр: Б.Ружс
- Оператор: В.Емельянов
- Художник по костюмам: Наталья Шапорина
- Художник-гримёр: Расма Пранде
- Монтажёр: З. Гейстарте
- Редакторы: Н.Бастина, Николай Золотонос
- Музыкальное оформление: Язеп Кулберг
- Директор: Лилия Лиепиня